# フレデリック郡 (バージニア州)
フレデリック郡（英: Frederick County）は、アメリカ合衆国バージニア州の北端に位置する郡である。人口は9万1419人（2020年）。郡庁所在地は独立市のウィンチェスターであるが、同郡とは別の政体である。
フレデリック郡はウェストバージニア州にも跨るウィンチェスター都市圏に属している。1743年にオレンジ郡から分離して設立された。ジョージ・ワシントンは郡内に10年間住んだことがあった。

## 歴史
フレデリック郡となった地域にヨーロッパ人が入ってくる以前、数千年前から様々な文化を持った先住民族が住んでいた。「インディアン道」は、土地の部族がつけた歴史ある道を指して使われている。
ヨーロッパ系アメリカ人が1743年にオレンジ郡から分離してフレデリック郡を設立した。イギリス系の開拓者が郡名を、プリンス・オブ・ウェールズかつジョージ2世の長男フレデリック・ルイスに因んでなづけた。

### アメリカ独立戦争
植民地軍の総司令官ジョージ・ワシントン将軍の作戦本部がウィンチェスターにあった。ワシントンは1758年と1761年にフレデリック郡を代表するバージニア植民地議会議員に選ばれた。ダニエル・モーガンも独立戦争時の有名な将軍であり、隣接する現在のクラーク郡出身だった。

### 南北戦争
南北戦争のとき、ウィンチェスターは平均すると3週間に1回の割合で南軍、北軍に支配者が入れ替わった。郡内で多くの戦闘が起こっており、下のリストはその主なものである。
- 第一次カーンズタウンの戦い、1862年3月
- 第一次ウィンチェスターの戦い、1862年5月
- 第二次ウィンチェスターの戦い、1863年6月
- 第二次カーンズタウンの戦い、1864年7月
- オペクォンの戦い（第三次ウィンチェスターの戦い）、1864年9月
- シーダークリークの戦い、1864年10月

ウェストバージニア州の最初の憲法では、住民が投票で承認した場合にフレデリック郡に新しい状態（ウェストバージニア州への加入）を規定していた。現在ウェストバージニア州に属する隣接バークレー郡やジェファーソン郡とは異なり、フレデリック郡民はバージニア州に留まる道を選んだ。ただし、郡は当時北軍に占領されていた。

## 地理
アメリカ合衆国国勢調査局に拠れば、郡域全面積は416平方マイル (1,077.4 km2)であり、このうち陸地415平方マイル (1,074.8 km2)、水域は1平方マイル (2.6 km2)で水域率は0.24%である。バージニア州では最北に位置する郡である。

### 交通
- ウィンチェスター交通[4]がウィンチェスター市のウィークデイのバス便を運行している。

#### 主要高規格道路
- 州間高速道路66号線
- 州間高速道路81号線
- アメリカ国道11号線
- アメリカ国道17号線
- アメリカ国道48号線
- アメリカ国道50号線
- アメリカ国道522号線
- バージニア州道7号線
- バージニア州道37号線
- バージニア州道55号線
- バージニア州道259号線
- バージニア州道277号線

### 隣接する郡と独立市
- クラーク郡 - 東
- ウォーレン郡 - 南
- シェナンドー郡 - 南西
- ハーディ郡 (ウェストバージニア州) - 南西
- ハンプシャー郡 (ウェストバージニア州) - 西
- モーガン郡 (ウェストバージニア州) - 北
- バークレー郡 (ウェストバージニア州) - 北東
- ウィンチェスター市 - 中央に内包

### 国立保護地域
- シーダークリークとベルグローブ国立歴史公園（部分）
- ジョージ・ワシントン国立の森（部分）

以下は2000年国勢調査による人口統計データである。
| 基礎データ - 人口: 59,209人 - 世帯数: 22,097 世帯 - 家族数: 16,727 家族 - 人口密度: 55人/km2（143人/mi2） - 住居数: 23,319軒 - 住居密度: 22軒/km2（56軒/mi2） 人種別人口構成 - 白人: 94.99% - アフリカン・アメリカン: 2.62% - ネイティブ・アメリカン: 0.16% - アジア人: 0.66% - 太平洋諸島系: 0.02% - その他の人種: 0.56% - 混血: 1.01% - ヒスパニック・ラテン系: 1.70% 年齢別人口構成 - 18歳未満: 26.4% - 18-24歳: 7.0% - 25-44歳: 31.9% - 45-64歳: 24.1% - 65歳以上: 10.6% - 年齢の中央値: 37歳 - 性比（女性100人あたり男性の人口） - 総人口: 100.1 - 18歳以上: 96.7 | 世帯と家族（対世帯数） - 18歳未満の子供がいる: 36.6% - 結婚・同居している夫婦: 62.5% - 未婚・離婚・死別女性が世帯主: 8.8% - 非家族世帯: 24.3% - 単身世帯: 19.2% - 65歳以上の老人1人暮らし: 6.8% - 平均構成人数 - 世帯: 2.64人 - 家族: 3.02人 収入と家計 - 収入の中央値 - 世帯: 46,941米ドル - 家族: 52,281米ドル - 性別 - 男性: 35,705米ドル - 女性: 25,046米ドル - 人口1人あたり収入: 21,080米ドル - 貧困線以下 - 対人口: 6.4% - 対家族数: 4.0% - 18歳未満: 7.3% - 65歳以上: 6.9% |

## 町

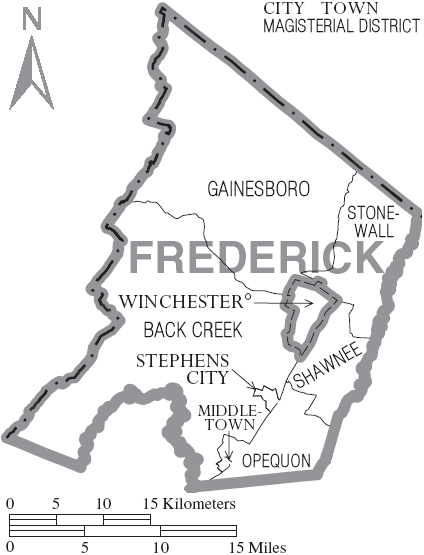
フレデリック郡の自治体と行政区域

### 郡庁所在地
- ウィンチェスター、バージニア州法に規定する独立市として、フレデリック郡とは別の政体である

### 法人化された町
- ミドルタウン
- スティーブンズシティ

### 未編入の町
| - アルビン - アーメル - バートンズビル - ブルースタウン - バーントファクトリー - シーダーグローブ - シーダーヒル - クリアブルック - クロスジャンクション - ドヘイブン - ゲインズボロ - グッド | - ゴア - グラベルスプリングス - グリーンスプリング - グライムズ - ヘイフィールド - インディアンホロー - ジョーダンスプリングス - カーンズタウン - クラインズミル - リータウン - リヒュー - マルボロ | - マクワイア - メドウミルズ - マウントプレザント - マウントウィリアムズ - マウンテンフォールズ - マウンテンフォールズパーク - ネイン - オペクォン - パーキンスミルズ - レスト - レイノルズストア - ライディングスミル | - ロックイーノンスプリングス - ラウンドヒル - ショーニーランド - ショッキーズビル - シラー - スタータナリー - スティーブンソン - ボークルーズ - ウェルタウン - ウィテーカー - ホワイトホール - ワイルドエーカーズ |

## 教育
フレデリック郡の公共教育はフレデリック郡公共教育学区が管轄している。知的に優れた高校生には上級の授業を行うマウンテンビスタ・ガバナーズスクールがある。